# Henschel Hs 121
O Henschel Hs 121 foi a primeira aeronave construída pela empresa aeronáutica Henschel, na Alemanha. Era um monoplano monomotor, com cockpit aberto. Apenas uma unidade foi construída, devido a diversos problemas mecânicos e de design, tendo sido renegada pelo Ministério da Aviação do Reich.